# Icon Comics
Icon Comics es un sello editorial de la editorial estadounidense Marvel Comics donde los artistas pueden publicar su material sin catar ni la
necesidad de ceder los derechos de autor de los personajes que crean.
Fue creado en 2004 con el traslado desde Image Comics de la serie regular de detectives superheroicos Powers de Michael Avon Oeming y Brian Michael Bendis y la serie regular  Kabuki de David Mack.
En junio de 2005 se publicó un tercer título Dream Police de Joseph Michael Straczynski y Mike Deodato.
En septiembre de 2005 The Book of Lost Souls también de Straczynski y dibujada por Collen Dooran.
En julio de 2006 se publicó la serie limitada Galactic Bounty Hunters con material no usado de Jack Kirby.
En noviembre de 2006 se publicó la serie Criminal  de Ed Brubaker y Sean Phillips.
En abril de 2008 comenzó la publicación de la serie regular Kick-Ass de Mark Millar y John Romita Jr.
En noviembre de 2008 se publicó la serie limitada Incognito de Ed Brubaker y Sean Phillips.

## Series Publicadas

### En Curso
- Casanova (serie regular): Guion de Matt Fraction, dibujos de Gabriel Bá y Fábio Moon.
- Penal (serie regular): Guion de Ed Brubaker, dibujos de Sean Phillips.
- Kabuki (serie regular): Guion y dibujos de David Mack.
- Nemesis (serie limitada): Guion de Mark Millar, dibujos de Steve McNiven.
- Powers (serie regular): Guion de Brian Michael Bendis, dibujos de Michael Avon Oeming.
- Scarlet (serie regular): Guion de Brian Michael Bendis, dibujos de Alex Maleev.
- Dream Logic (serie regular): Guion y dibujos de David Mack
- Superior (serie regular): Guion de Mark Millar y dibujos de Leinil Francis Yu
- Kick Ass 3 (serie quincenal): Guion de Mark Millar, dibujos de John Romita Jr.

### Finalizadas
- Dream Police
- The Book of Lost Souls
- Jack Kirby's Galactic Bounty Hunters
- Incógnito
- Kick-Ass: Guion de Mark Millar y dibujos de John Romita Jr.
- Kick-Ass 2: Guion de Mark Millar y dibujos de John Romita Jr.